# Mierkevers
Mierkevers zijn een familie van insecten uit de orde van de kevers (Coleoptera).